# Giorgios Katyforys
Giorgos Katiforis (em grego:  Γιώργος Κατηφόρης; 1934/1935 - 12 de Abril de 2022) foi um político grego do Movimento Socialista Pan -helénico que serviu como deputado ao Parlamento Europeu.